# Municipio de Addie
El municipio de Addie (en inglés: Addie Township) es un municipio ubicado en el condado de Griggs en el estado estadounidense de Dakota del Norte. En el año 2010 tenía una población de 64 habitantes y una densidad poblacional de 0,69 personas por km².

## Geografía
El municipio de Addie se encuentra ubicado en las coordenadas 47°32′14″N 98°17′57″O / 47.53722, -98.29917. Según la Oficina del Censo de los Estados Unidos, el municipio tiene una superficie total de 92.14 km², de la cual 86,16 km² corresponden a tierra firme y (6,49 %) 5,98 km² es agua.

## Demografía
Según el censo de 2010, había 64 personas residiendo en el municipio de Addie. La densidad de población era de 0,69 hab./km². De los 64 habitantes, el municipio de Addie estaba compuesto por el 100 % blancos. Del total de la población el 0 % eran hispanos o latinos de cualquier raza.